# Desierto de Parán
El desierto de Parán, también escrito a veces «Pharan» o «Faran» (מִדְבַּר פָּארָן, «Midbar Pa'ran»), es un lugar mencionado en la Biblia hebrea. Es uno de los lugares donde los israelitas pasaron parte de sus 40 años de vagabundeo después del Éxodo, y también fue el hogar de Ismael y un lugar de refugio para David.
En la tradición islámica, a menudo se ha equiparado con una zona del Hejaz.

## En la Biblia

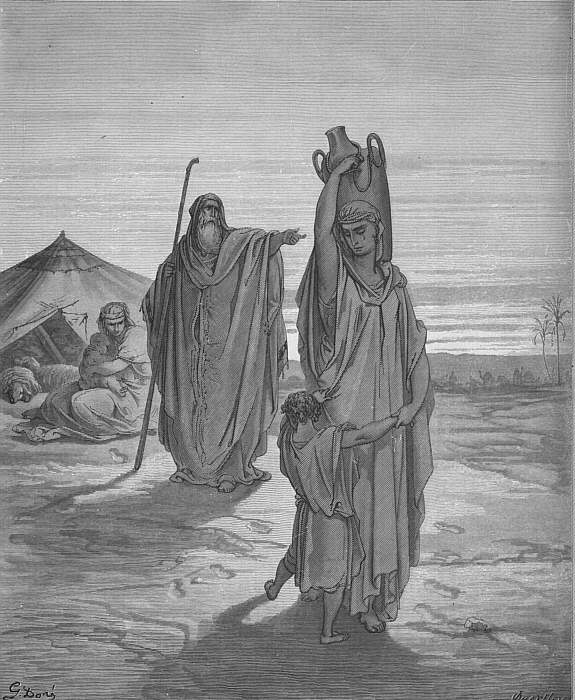
Abraham envía a Agar e Ismael al desierto, ilustración de Gustave Doré

Se dice que el desierto de Parán es el lugar al que Agar fue enviada al exilio desde la morada de Abraham en Beerseba. (Agar era la sirvienta egipcia de la esposa de Abraham, Sara, que, por sugerencia de Sara, se convirtió en la esposa de Abraham, y tuvo un hijo con él, Ismael). Ella «se fue y se extravió en el desierto de Berseba»:
Entonces Dios le abrió los ojos [a Agar] y ella vio un pozo de agua. Así que fue y llenó la piel con agua y dio de beber al niño. Dios estaba con el niño mientras crecía. Vivió en el desierto y se convirtió en arquero. Mientras vivía en el desierto de Parán, su madre le consiguió una esposa de Egipto. (Génesis 21:19-22)
Más tarde, en el Libro de los Números, se menciona a Parán como un lugar donde los israelitas se establecieron temporalmente durante el Éxodo:
Entonces los israelitas partieron del desierto de Sinaí y viajaron de un lugar a otro hasta que la nube se posó en el desierto de Parán. (10:12; véase también 12:16)

Paran vuelve a aparecer en las primeras líneas del Libro del Deuteronomio como un lugar situado «más allá del Jordán» (1:1), además: 
Él dijo: «El SEÑOR vino del Sinaí y amaneció sobre ellos desde Seir; resplandeció desde el monte Paran. Vino con miríadas de santos, de su mano derecha salió una ley ardiente para ellos. (Deuteronomio 33:2)

## En la tradición cristiana
Tanto Eusebio (en su Onomasticon, un diccionario bíblico) como Jerónimo informaron de que Paran era una ciudad en el desierto de Paran, en Arabia Deserta (más allá de Arabia Nabatea), al sureste de Eilat Pharan. En el Onomasticon, bajo la palabra Pharan, se afirma: «(Ahora) una ciudad más allá de Arabia junto al desierto de los sarracenos [que vagan por el desierto] a través del cual los hijos de Israel se desplazaban (acampaban) desde el Sinaí. Situada (decimos) más allá de Arabia, al sur, a tres días de viaje al este de Aila (en el desierto de Parán), donde la Escritura afirma que habitaba Ismael, de ahí los ismaelitas. Se dice (leemos) también que (el rey) Chodollagomor hizo pedazos a los de 'Paran, que está en el desierto'». 
La mención de Eusebio de «Chodollagomor» se refiere a una posible mención anterior de Paran en Génesis 14:6, que afirma que mientras él y los otros reyes aliados con él estaban haciendo campaña en la región de Sodoma y Gomorra, derrotaron a «los horitas en su monte Seir, hasta “”“El-paran”“”, que está junto al desierto». (KJV)
Sebeos, el obispo e historiador armenio, al describir la conquista árabe de su época, escribió que los árabes «se reunieron y salieron de Paran».

## En la tradición islámica
Según Wahb ibn Munabbih, había un Tal Faran («Colina de Faran») en las afueras de La Meca, mencionado en su libro Kitab al-Tijan, una recopilación de folclore árabe preislámico. Ibn Munabbih sugirió además una identificación para Tal Faran como el «montículo de los dos fugitivos», un lugar donde la tribu Jurhum encontró a Agar e Ismael y pensó en ellos como dos fugitivos. 
El geógrafo árabe Al-Maqdisi (m. 991) mencionó en su libro que el Mar Rojo se bifurca en dos «en el extremo de al-Hijaz en un lugar llamado Faran». 
La asociación de Paran en Génesis 21:21 con Ismael y los ismaelitas es afirmada por el geógrafo musulmán Yaqut al-Hamawi (m. 1229), que escribe: «Faran, una palabra hebrea arabizada, uno de los nombres de La Meca mencionados en la Torá». Las tradiciones islámicas y árabes sostienen que el desierto de Paran es, en términos generales, el Hejaz, la mitad norte de Tihamah, que se extiende a lo largo del lado este del Mar Rojo desde Jordania y el Sinaí,  y que el sitio específico donde se estableció Ismael es el de La Meca, cerca de las montañas de Paran. 
El «desierto de Paran» también se interpreta como el Hiyaz en una antigua traducción árabe del Pentateuco samaritano. Cuando se tradujo al inglés en 1851, se descubrió que incluía una nota a pie de página que hacía esta interpretación.
El nombre «Paran» o «Faran» se ha utilizado a menudo para referirse específicamente al desierto y a las montañas cercanas a La Meca.  Al-Hamdani (m. 947) en su libro Geografía de la Península Arábiga dice que las montañas de Paran, alrededor de La Meca, recibieron su nombre de Paran, hijo de Amalec.  Sam'ni en su Libro de los apellidos también dice que el apellido Farani se deriva de las montañas Faran cerca de La Meca en Hijaz

Haggai Mazuz afirma que la apropiación de la Deut. 33:2 tiene antecedentes en la propia tradición judía, ya que algunos Midrashim y Targumim, antes del surgimiento del propio Islam, plantearon una conexión entre Paran e Ismael-Árabes. Por ejemplo, al comentar el Sifrei Debarīm, un midrash halájico sobre el Deuteronomio, que data de los siglos III al V d. C., dice: 
el vínculo entre el paran y los árabes (en realidad, la lengua árabe), que también se llaman ismaelitas por Ismael (entre otros nombres), es muy antiguo, aunque algo vago.

## Ubicación geográfica
El desierto de Parán se asocia a menudo con el monte Sinaí en Egipto, y hay algunas pruebas de que originalmente pudo referirse a la parte sur de la península del Sinaí. en 1989, el profesor Haseeb Shehada, en su traducción de la Torá samaritana, sugirió una identificación del desierto de Parán con el desierto de Arabia occidental, conocido hoy como el Hiyaz.
Más recientemente, Uzi Avner ha argumentado que el bíblico desierto de Parán estaba situado en la región montañosa meridional de la península del Sinaí, que abarca el Wadi Feiran. Avner sostiene que las inscripciones del período nabateo que llevan el primer nombre o apellido «Paran» indican que la población local ha conservado el nombre geográfico bíblico de esta zona durante siglos. : 26–28 